# Gaurotes flavimarginata
Gaurotes flavimarginata är en skalbaggsart som beskrevs av Pu 1992. Gaurotes flavimarginata ingår i släktet Gaurotes och familjen långhorningar. Inga underarter finns listade i Catalogue of Life.